# Tomaixivka
Tomaixivka (en ucraïnés: Томашівка) és un poble de la República de Crimea, a Ucraïna. Al moment de l'ocupació seguit per l'annexió il·legal per Rússia el 2014 tenia 172 habitants. Pertany al districte rural de Djankoi.